# Manonichthys splendens
Manonichthys splendens è un pesce marino, appartenente alla famiglia Pseudochromidae.

## Distribuzione e habitat
Questa specie è diffusa nell'Indo-Pacifico orientale: Filippine, Indonesia, fin all'Australia nordoccidentale. Abita le acque comprese tra 5 e 40 metri di profondità: barriere coralline e lagune degli atolli. Si nasconde tra spugne e coralli.

## Descrizione
Presenta un corpo allungato, con fronte piuttosto alta, compresso ai fianchi. La pinna dorsale è bassa e lunga, le altre pinne sono allungate.

La livrea è molto appariscente: la testa è verde acqua, delimitata da una linea nera che parte dalla pinna dorsale, attraversa l'occhio (con l'iride rosso e azzurro) e termina al mento. La zona dell'opercolo branchiale è chiara e sfumata con la colorazione dei fianchi, a righe sottili gialle e nero-brune. La pinna caudale è giallo vivo orlata di bruno e d'azzurro. La pinna dorsale e quella anale sono nere chiazzate di giallo azzurro, orlate d'azzurro vivo. Le pinne ventrali sono nere orlate d'azzurro mentre le pinne pettorali sono gialle con la punta nera.

Raggiunge una lunghezza di 12 cm.

## Etologia
Questa specie ha carattere solitario: raramente si osservano anche coppie.

## Alimentazione
Ha dieta onnivora: si nutre di piccoli crostacei, alghe, invertebrati e piccoli pesci.

## Acquariofilia
La splendida livrea, la facilità d'allevamento e le dimensioni contenute ne hanno fatto un ambito pesce d'acquario reef.